# Lisięcice
Lisięcice  (1945–1947 Łysocica, deutsch Leisnitz, 1936–1945 Leisnitz O.S.) ist eine Ortschaft in Oberschlesien. Der Ort liegt in der Gmina Głubczyce im Powiat Głubczycki in der Woiwodschaft Oppeln in Polen.

## Geographie

### Geographische Lage
Das Angerdorf Lisięcice liegt acht Kilometer nordöstlich der Kreisstadt und des Gemeindesitzes Głubczyce (Leobschütz) sowie 55 Kilometer südlich der Woiwodschaftshauptstadt Opole (Oppeln). Der Ort liegt in der Nizina Śląska (Schlesische Tiefebene) innerhalb der Płaskowyż Głubczycki (Leobschützer Lößhügelland). Durch den Ort verläuft die Woiwodschaftsstraße Droga wojewódzka 417.

### Ortsteile
Ortsteil von Lisięcice ist Nowe Sady (Neustift).

### Nachbarorte
Nachbarorte von Lisięcice sind im Nordosten Ciesznów (Teschenau), im Südosten Milice (Militsch), im Südwesten Zawiszyce (Sabschütz), im Westen Królowe (Königsdorf) sowie im Nordwesten Biernatów (Berndau).

## Geschichte

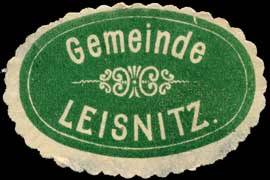
Siegelmarke der Gemeinde Leisnitz

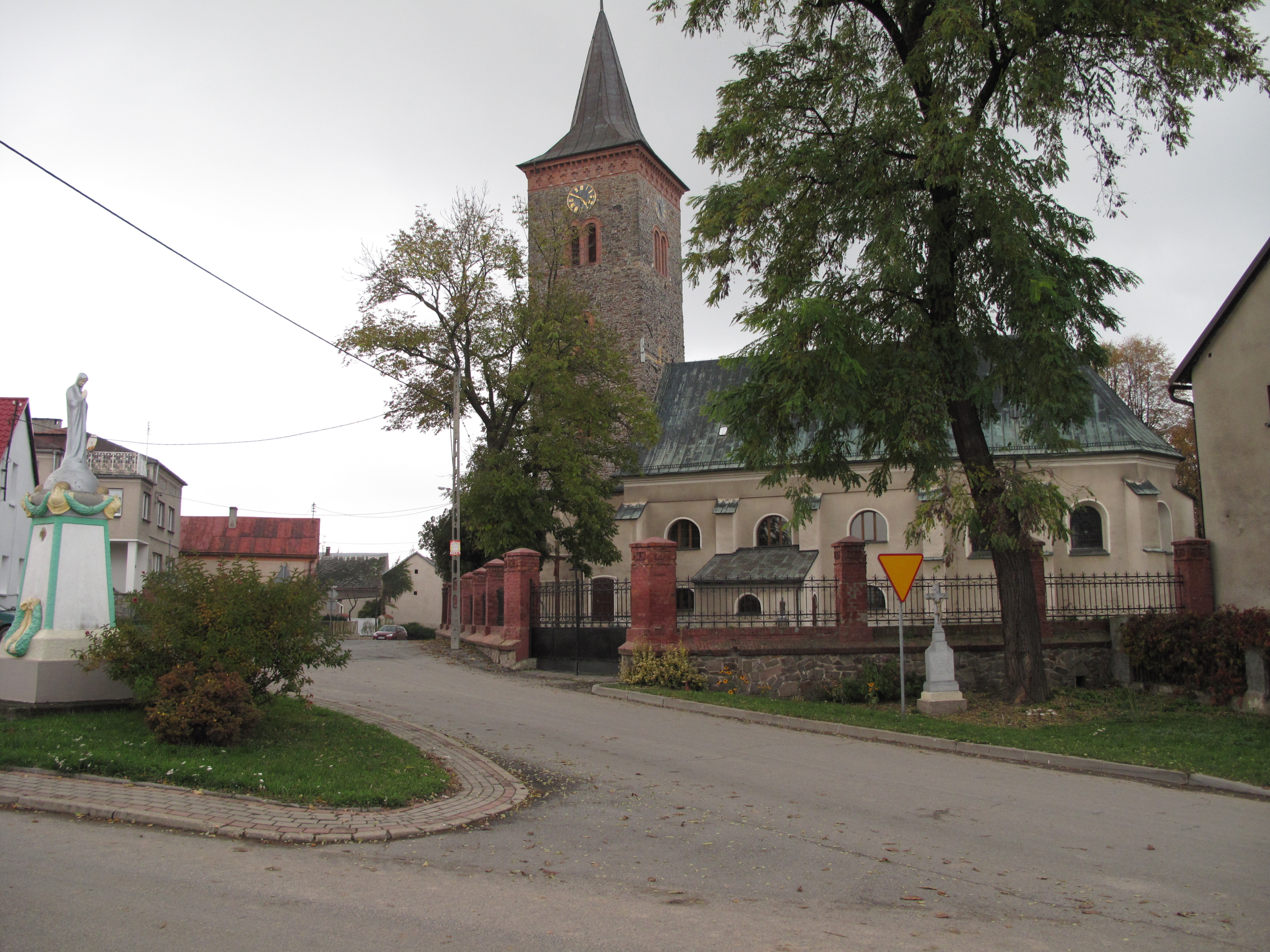
Kreuzerhöhungskirche

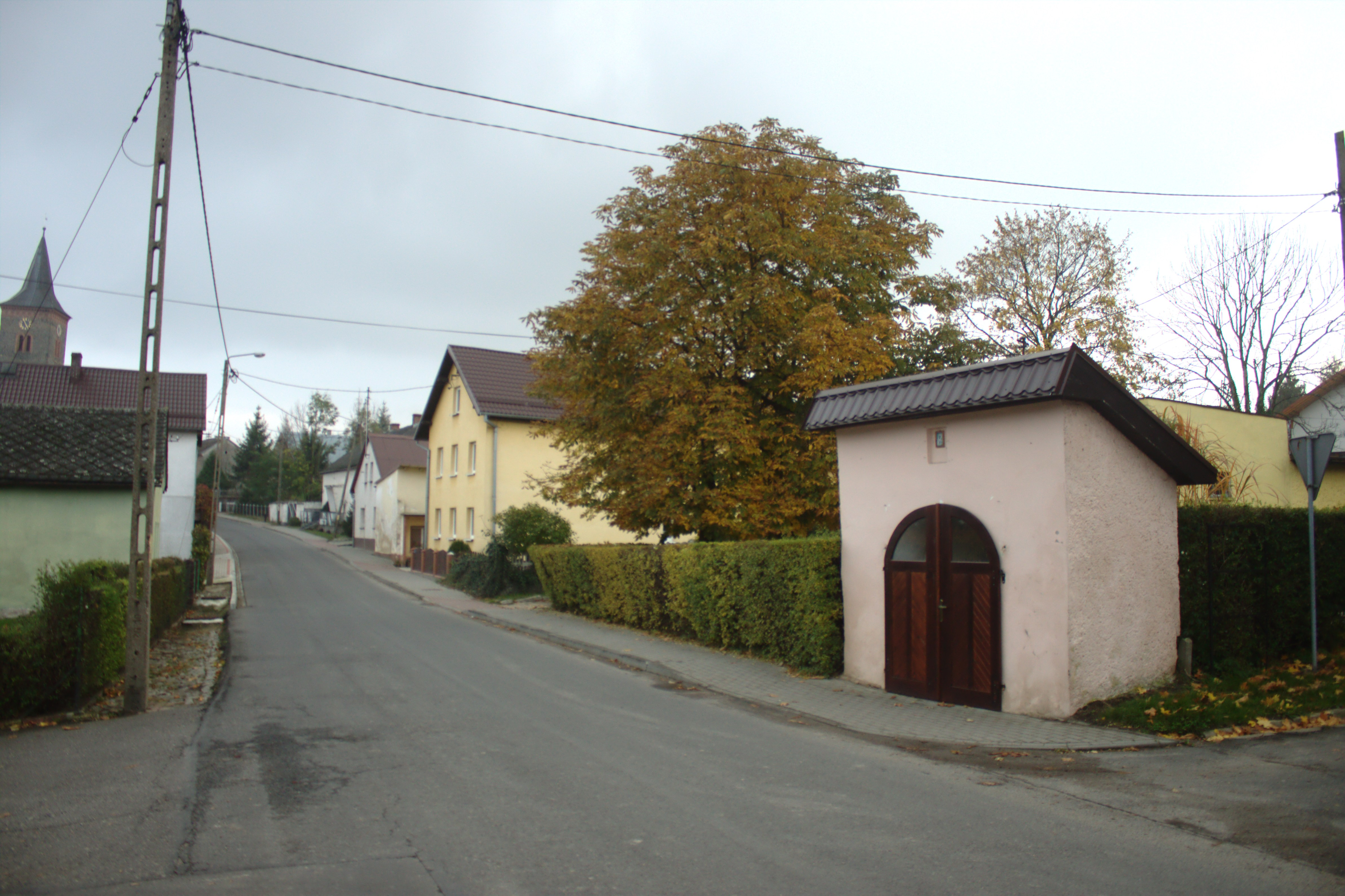
Dorfpartie

Der Ort wurde 1281 erstmals als Lysenticz erwähnt. Der Ortsname leitet sich vom Personennamen Lysota ab, das Dorf des Lysota. 1283 erfolgte eine Erwähnung als Lisentitz sowie 1296 als Lysintiz.
1660 wurde im Ort eine Schule eingerichtet. Nach dem Ersten Schlesischen Krieg 1742 fiel Leisnitz mit dem größten Teil Schlesiens an Preußen.
Nach der Neuorganisation der Provinz Schlesien gehörte die Landgemeinde Leisnitz ab 1816 zum Landkreis Leobschütz im Regierungsbezirk Oppeln. 1845 bestanden im Dorf eine katholische Pfarrkirche, eine katholische Schule, zwei Windmühlen und 287 Häuser. Im gleichen Jahr lebten in Leisnitz 1580 Menschen, davon einer evangelisch. 1861 zählte Geppersdorf zwei Erbrichtereien, 47 Bauern, 199 Gärtner- und Häuslerstellen. Die katholische Schule zählte im gleichen Jahr 186 Schüler. 1874 wurde der Amtsbezirk Leisnitz  gegründet, welcher die Landgemeinden Leisnitz und Neustift umfasste. Erster Amtsvorsteher war der Erbrichter Spiller in Leisnitz.
Bei der Volksabstimmung in Oberschlesien am 20. März 1921 stimmten in Leisnitz 1460 Personen für einen Verbleib bei Deutschland und 4 für Polen. Leisnitz verblieb wie der gesamte Stimmkreis Leobschütz beim Deutschen Reich. 1933 wurde im Ort ein Dorfaarchiv sowie ein Dorfmuseum gegründet. 1933 zählte der Ort 1871 Einwohner, 1939 wiederum 1828. Am 12. Juni 1936 wurde der Ortsname in Leisnitz O.S. geändert. Bis 1945 gehörte der Ort zum Landkreis Leobschütz. Am Abend des 16. März 1945 floh die Dorfbevölkerung vor der anrückenden Roten Armee. Diese nahm am nächsten Tag das Dorf ein.
1945 kam der bisher deutsche Ort unter polnische Verwaltung, wurde zunächst in Łysocica  umbenannt und der Woiwodschaft Schlesien angeschlossen. 1946 wurde die zuvor teils wieder zurückgekehrte deutsche Bevölkerung des Ortes vertrieben. 1947 erfolgte die Umbenennung in Lisięcice . 1950 wurde Lisięcice der Woiwodschaft Oppeln zugeteilt. 1999 wurde es Teil des wiedergegründeten Powiat Głubczycki.

## Sehenswürdigkeiten

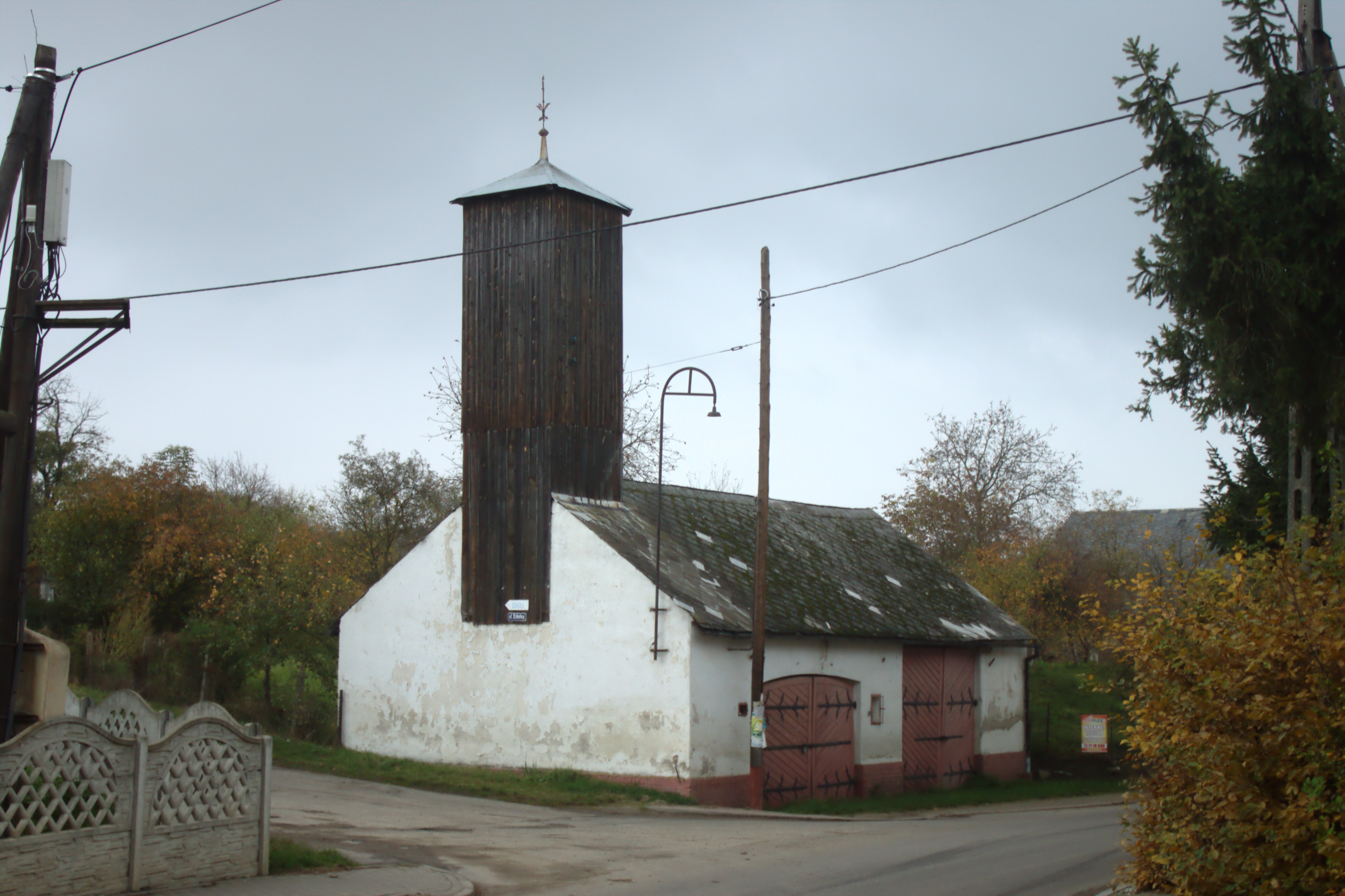
Historisches Feuerwehrhaus

- Die römisch-katholische Kreuzerhöhungskirche (poln. Kościół Podwyższenia Krzyża Świętego) besteht bereits seit dem 15. Jahrhundert. 1666 zerstörte ein Feuer den Kirchenbau. 1667 erfolgte ein steinerner Neubau mit dem noch heute bestehenden Glockenturm. 1812 wurde der Bau um- und ausgebaut. Der Kirchenbau steht seit 1965 unter Denkmalschutz.[8]
- Pfarrhaus
- Historisches Feuerwehrhaus
- Denkmal für die Gefallenen des Ersten Weltkriegs – die Inschriften wurden nach 1945 entfernt
- Steinernes Wegekreuz

## Vereine
- Freiwillige Feuerwehr OPS Lisięcice
- Fußballverein LZS Lisięcice